# Batalla de Sables-d'Olonne (29 març 1793)

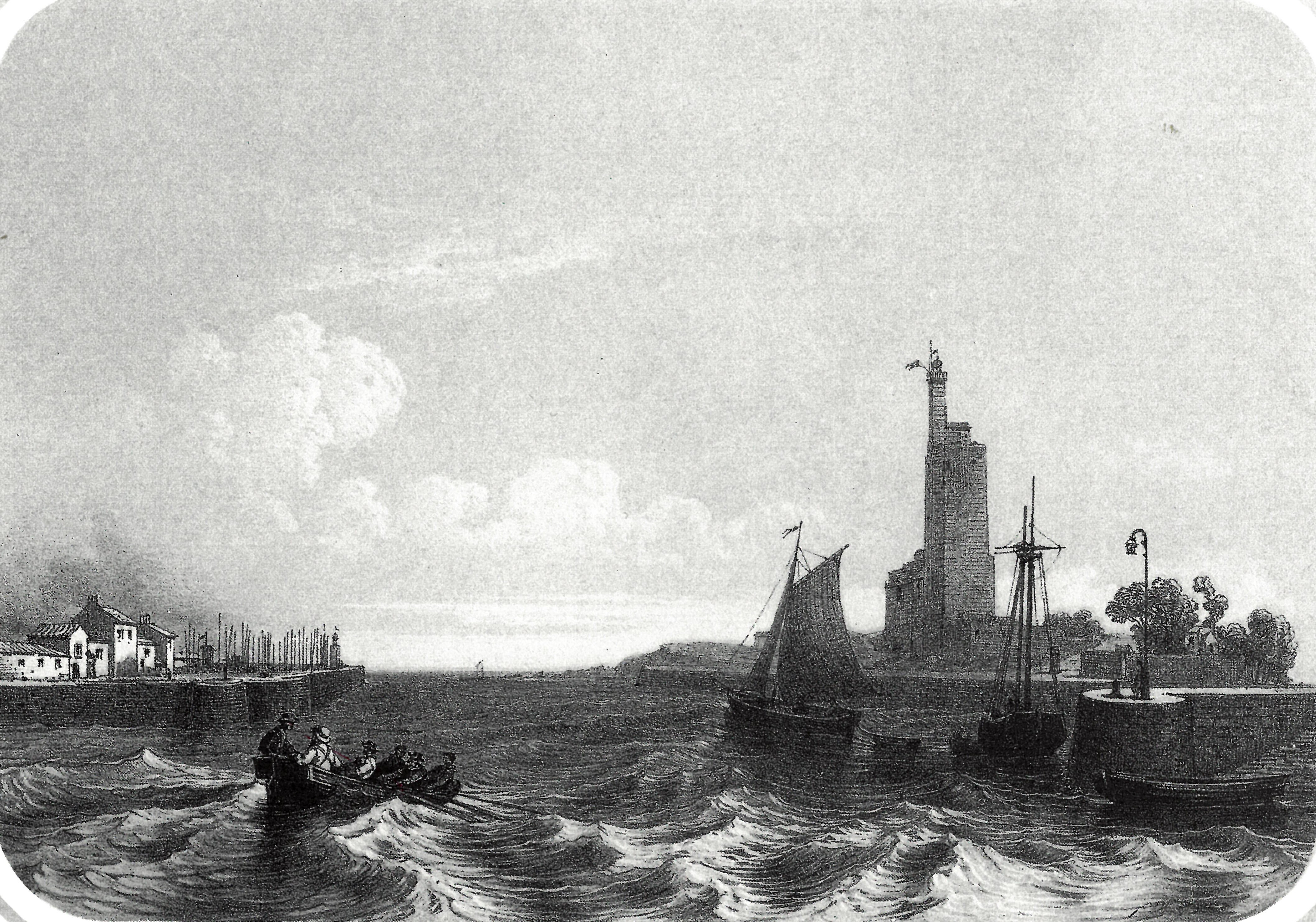
Les Sables d'Olonne

Batalla de Sables-d'Olonne (La segona batalla de Sables-d'Olonne va tenir lloc el 29 de març de 1793 durant la Primera Guerra de la Vendée.

## Preludi i forces en presència
Article detallat: Batalla de Sables-d'Olonne (24 març 1793).
El 27 de març de 1793, el líder de Vendée Jean-Baptiste Joly va reunir les seves tropes per llançar un nou atac a les Sables-d'Olonne. Però desanimats per la derrota del 24 de març, els pagesos van ser menys nombrosos a la crida del cornetí. En particular, mancaven les forces de du Chaffault. En el seu informe, el consell general del comú de Sables va calcular entre 4.000 i 5.000 el nombre d'insurgents que van participar en el segon atac. Aquests últims també tenen set canons i nou tarteres.

En el moment de la batalla del 24 de març, la guarnició dels Sables era forta amb 500 guàrdies nacionals, 120 tropes de línia i 200 cavallers segons Émile Gabory. Segons Lionel Dumarcet, té almenys 1.500 homes. El 28 de març va rebre reforços: 1004 a 300, voluntaris de Bordeus, i La Rochelle. Els Sablais també tenen de 103 a 21 canons.

## Procés
El 28 de març, els insurrectes de Vendée van partir, i van avançar cap a les Sables, dividits en dues columnes: una a la carretera de Nantes, l'altra a la carretera d'Olonne-sur-Mer.Gabory 2009, p. 123-124. Els insurgents onegen una bandera blanca amb la inscripció "Guanyar o morir".
Cap a la mitjanit, els dos camps van posar les seves peces d'artilleria en bateria. Aleshores la nit és clara i el cel està desproveït de núvols. La infanteria de la Vendée pren posició als carrerons enfonsats que envolten la ciutat, principalment a l'Allée des Soupirs. Al costat dels republicans, Gaudin tenia 600 homes posicionats a La Chaume. També van prendre posició dos vaixells per intentar donar suport a la infanteria amb els seus canons: una gavarra ancorada al fons del port i una corbeta prop de la porta de Saint-Jean.
El 29 de març, a les quatre de la matinada, els vendeAns van començar a bombardejar la ciutat amb els seus set canons. Els republicans van respondre immediatament amb la seva pròpia artilleria. Els insurgents tiren bales vermelles, principalment dirigides a l'ajuntament, però l'objectiu està mal dirigit per artillers sense experiència i si es colpeja uns quants edificis, la majoria de les bales s'escampen al mar. Els artillers republicans fan servir les seves armes amb més habilitat.
A partir de les 6 del matí, alguns combatents de Vendée van començar a fugir. Els altres estan bloquejats i es refugien en séquies i recs enfonsats. Aleshores, els republicans van intentar una sortida per la Porta de Talmont. Es van trobar amb els insurgents situats al carreró dels Sospirs, però ràpidament es van retirar a causa del seu petit nombre.
La batalla va canviar cap a les 9 del matí, quan una bala republicana disparada des de la bateria Thabor va caure sobre un forn de Vendée, projectant foc sobre les reserves de pólvora situades a poca distància. L'explosió va arrasar els atrinxeraments i va provocar el pànic a les files de la Vendée. Furios, Joly dona llavors l'ordre a la seva cavalleria de tallar els fugitius. Però el moviment va propagar el pànic entre les files de la infanteria que pensaven que la cavalleria fugien al seu torn. Aleshores, els republicans van aprofitar el desordre per fer una sortida amb 300 homes de La Chaume i amb la cavalleria que va completar la derrota completa de l'exèrcit insurgent.

## Pèrdues
Els Vendéens van deixar 308 morts a terra així com tota la seva artilleria. Un centenar d'insurgents també van ser fets presoners. Els republicans compten dos morts: l'orfebre Payneau, guàrdia nacional, mort per una bala de canó a l'inici de l'acció, i un habitant armat de Sables, mort durant la sortida però que no figurava a l'acta oficial, perquè no porta uniforme, es considera que el seu cos és el d'un Vendeàn abans de ser identificat. Segons l'informe del consell general del comú de Sables, cap republicà està ferit.{A 1,} 

## Conseqüències
Després de la seva derrota, Joly va perdre influència i el seu exèrcit, format per combatents dels pantans bretons i del bocage, es va fragmentar.
El vespre de la lluita, el general Henri de Boulard i el representant en missió Joseph Niou van arribar a les Sables amb reforços i municions. Gaudin també va iniciar les obres de fortificació construint parapets i reductes en gespa i fascines i establint un petit arsenal, però les Sables ja no van ser atacades.
El 8 d'abril de 1793, la Convenció Nacional va decretar que els habitants de Sables-d'Olonne "es mereixien el bé de la pàtria"Gabory 2009, p. 123-124.
Les autoritats republicanes van organitzar la repressió establint l'1 d'abril de 1793 una comissió militar encarregada de jutjar els revoltats presoners. La guillotina, cedida per la ciutat de Fontenay-le-Comte, s'aixeca sobre les dunes, entre el moll i el terraplè. Les primeres execucions van tenir lloc el 6 d'abril, quan 12 insurgents, d'entre 18 i 29 anys, agafats "amb armes a la mà", van ser guillotinats. Entre els condemnats, figura Jean Arnaud, de 19 anys i d'Aizenay, l'emissari enviat pels revoltats per demanar la rendició de les Sables abans de l'atac del 24 de març. El 19 d'abril es van produir dotze execucions més. La comissió va estar activa fins al 13 d'abril de 1794, va jutjar un total de 479 persones i va dictar 127 condemnes a mort, 6 a deportació, 20 a grillons, 12 a presó provisional, 124 enviades al jutjat penal i 189 alliberades.